# 煩悩地獄
『煩悩地獄』（ぼんのうじごく）は1928年に日本で制作されたサイレント映画。河合プロダクション製作。

## スタッフ
- 監督 : 丘虹二

## キャスト
- 市川市丸
- 若葉玉子
- 生方一平
- 松林清三郎